# Angélique Kidjo
Angélique Kidjo, celým jménem Angélique Kpasseloko Hinto Hounsinou Kandjo Manta Zogbin Kidjo, (* 14. července 1960) je beninská zpěvačka. Svou kariéru zahájila na počátku osmdesátých let. Vydala několik alb a později jí objevil Chris Blackwell, zakladatel společnosti Island Records, s níž roku 1991 podepsala nahrávací smlouvu. Později vydala řadu dalších alb. Nazpívala také odlišnou verzi skladby „We Are One“ ze soundtracku Lví král 2: Simbův příběh. Je držitelkou mnoha ocenění, včetně ceny Grammy.

## Vyznamenání
- komtur Národního řádu Beninu – Benin, 7. srpna 2008 – udělil prezident Yayi Boni za oddanou službu národu[2][3]
- důstojník Řádu umění a literatury – Francie, 2011
- důstojník Řádu za zásluhy Lucemburského velkovévodství – Lucembursko, 23. června 2016